# Проект «Феникс»

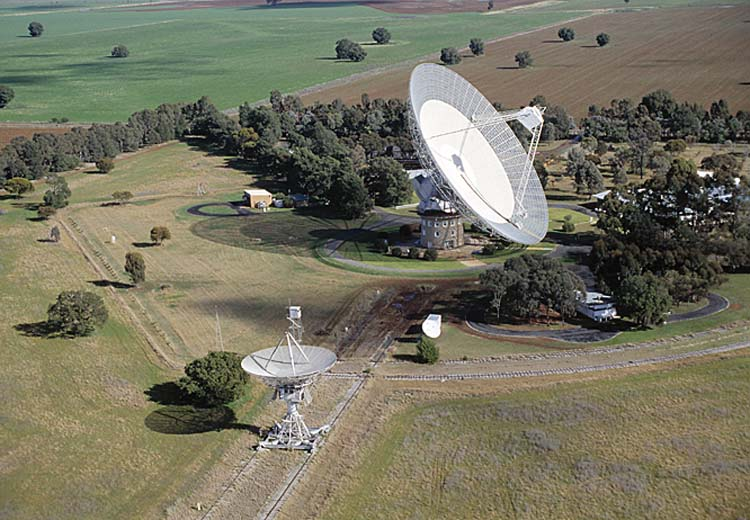
Обсерватория Паркса в Новом Южном Уэльсе, Австралия

Проект «Феникс» (англ. Project Phoenix) — проект SETI по поиску внеземных цивилизации с помощью анализа радиосигналов. Был начат независимым Институтом SETI в Маунтин-Вью, Калифорния.
Работы начались в феврале 1995 года под руководством американского астронома Джилл Тартер. Проект использовал радиотелескоп Паркса (Новый Южный Уэльс, Австралия), крупнейший в южном полушарии,
С сентября 1996 года по апрель 1998 года в проекте был задействован также радиотелескоп Грин Бэнк Национальной Радиоастрономической Обсерватории в Западной Виргинии.
Вместо того, чтобы сканировать все небо в поисках возможных посланий от внеземных цивилизаций, усилия участников проекта были направлены на исследование ближайших звезд, похожих на Солнце. Было обследовано около 800 звезд в пространстве, ограниченном 200 световыми годами. Сигналы искали в диапазоне 1000 — 3000 мегагерц.
В марте 2004 года было объявлено, что после исследования 800 звезд не было обнаружено ничего похожего на инопланетные сигналы. Руководитель проекта Питер Бэкус отметил: «мы вынуждены заключить, что мы живем среди очень тихих соседей».